# Каламарії
Каламарії (Calamariinae) — підродина неотруйних змій родини Полозові (Colubridae). Має 7 родів та 87 видів. Значна кількість видів ще достатньо не вивчена.

## Опис
Загальна довжина представників цієї підродини коливається від 20 см до 1 м. Голова дуже маленька, пристосована для риття, вона не відмежована шиєю. Очі маленькі, зіниці круглі. Тулуб стрункий, здебільшого із гладенькою лускою. Хвіст короткий. Забарвлення темне, черево світліше за спину.

## Спосіб життя
Полюбляють тропічні ліси. Більшість представників цієї підродини значний час проводять у ґрунті, риючи нори та ходи. Здебільшого каламарії активні вночі, хоча деякі види полюють і вдень. Харчуються різними безхребетними.
Це яйцекладні змії.

## Розповсюдження
Мешкають здебільшого у Південно-Східній Азії, зустрічаються також у деяких районах східной і південної Азії.

## Роди
- Calamaria
- Calamorhabdium
- Collorhabdium
- Etheridgeum
- Macrocalamus
- Pseudorabdion
- Rabdion